# Papafjörður
Der Papafjörður ist trotz des Namens eine Lagune im Südosten Islands.
Sie liegt im westlichen Teil der Lónsvík hinter der Nehrung Fjörur, östlich des Vestrahorn und westlich der Mündung der Jökulsá í Lóni.
Die Lagune ist etwa 10 Kilometer breit und reicht höchstens 3 Kilometer weit ins Land, stellenweise auch nur 200 Meter.
Nur im Westen bei Papós gibt es einen Zugang zum offenen Meer.
An der Landseite verläuft die Ringstraße , die danach durch den Almannaskarðsgöng führt.